# Ба (египатска митологија)
Ба је староегипатско божанство, једна од три душе, која није везана за тело, већ се свуда креће, узима сваки облик који жели.
Египћани су веровали да је човек састављен из тела (Кхет), имена (Рен), сенке (Шут) и душа (Ка, Ба, Ах).
Хијероглифска ознака се црта у облику роде.
Од Новог краљевства Ба се приказује као птица са телом сокола, људском главом и рукама.

## Значење речи
Прво значење Ба било би звезде на небу и различите анонимне појаве божанстава, у почетку не означава душу, већ само божанску, нематеријалну силу.
Од краја Старог краљевства, постаје носилац непролазне снаге у човеку, слично савременом појму душе.
До ове промене долази вероватно због везе са царством мртвих међу звездама.
Од Средњег краљевства Ба лети из гробнице у свет живих, а у Новом краљевству су чести прикази Ба изван гробнице, али у близини, јер Ба ноћ проводи уз мумију.